# Dicranota subreticularis
Dicranota (Ludicia) subreticularis là một loài ruồi trong họ Pediciidae. Chúng phân bố ở vùng Indomalaya.